# Snieżnogorsk
Snieżnogorsk (ros. Снежногорск) – miasto zamknięte w rosyjskim obwodzie murmańskim.
Założone w 1970 roku jako Wjużnyj (ros. Вьюжный; pol. dosł. Wijący), miasto było oficjalnie znane jako Murmańsk-60 (ros. Мурманск-60). Nazwę tę nosiło do 1994 roku, kiedy zmieniono ją na Snieżnogorsk.
Miasto jest położone na brzegu jeziora Tumannyj (ros. Туманный; pol. dosł. Mglany) i leży 26 kilometrów od Murmańska. Populacja w roku 2008 wynosiła 14 330 mieszkańców.
Główną rolą Snieżnogorska (i powód jego stanu miasta zamkniętego) jest naprawa i eksploatacja nuklearnych okrętów podwodnych. Do tego celu służą zakłady naprawcze okrętów "Nierpa" (ros. Нерпа; pol. dosł. Foka). Stąd właśnie foka na fladze i herbie miasta.